# Адлер, Крис
Кристофер Джеймс Адлер (род. 23 ноября 1972) — американский барабанщик, известный как бывший член группы Lamb of God. Старший брат Вилли Адлера.

## Биография
Адлер учился в Университете Содружества Виргинии в Ричмонде, где он встретил своих будущих товарищей по группе, басиста Джона Кэмпбелла и гитариста Марка Мортона. Источником вдохновения его творчества послужила треш-метал группа Wrathchild America, барабанщик Godsmack Шеннон Ларкин и Стюарт Коупленд из группы The Police.
В интервью журнала DRUM!, Крис описывает свою первую ударную установку как катастрофа:
"Ножки бас-бочки были разной длины, поэтому они не касались земли в одинаковое время. Каждый раз, когда я ударял по бочке, она качалась слева направо. Тарелки стояли прикрепленными друг к другу, и я думаю, что после двух или трех раз игры на установке, они действительно сломались бы, потому что они были сделаны из дерьмового старого ненастоящего металла."
Как и басист Lamb of God Джон Кэмпбелл, Адлер вегетарианец. Крис - левша, но играет на установке для правшей. 

## Дискография

### Lamb of God
- New American Gospel (2000)
- As the Palaces Burn (2003)
- Ashes of the Wake (2004)
- Sacrament' (2006)
- Wrath (2009)
- Resolution (2012)
- VII: Sturm und Drang (2015)

### Megadeth
- Dystopia (2016)